# Bányai Márk
Bányai Márk (Nagyvárad, 1999. december 8. ― ) magyar válogatott vízilabdázó, a Szolnoki Dózsa kapusa.

## Sportpályafutása
Utánpótláskorú játékosként a Budapest Honvéd, majd később a KSI együttesét erősítette. 2015-ben tagja volt az Európa-bajnokságon 7. helyen végzett ifjúsági válogatottnak, melyet Horkai György irányított. 2016-ban bronzérmet szerzett a podgoricai ifjúsági világbajnokságon, 2018-ban pedig tagja volt Tóth Kálmán Európa-bajnoki 7. helyezett junior csapatának. 2019-ben szintén junior válogatottként 9. helyen végzett a világbajnokságon.
Még ugyanebben az évben a Szolnoki Dózsához igazolt, mellyel 2021-ben magyar bajnok, valamint Európa-kupa-győztes lett. 2023 év végén meghívót kapott Varga Zsolttól a nemzeti válogatott E.ON-Kupára készülő keretébe, debütálására pedig december 21-én, Németország ellen került sor. 2024-ben tagja volt az Európa-bajnoki 4.-, valamint a világbajnoki 7. helyezett válogatottnak, továbbá a párizsi olimpiára utazó csapatba is bekerült.

## Eredményei

### Klubcsapattal

#### Szolnoki Dózsa
- Magyar bajnokság
  - Aranyérmes: 2021
- Magyar kupa
  - Ezüstérmes: 2021, 2022
- Európa-kupa
  - Aranyérmes: 2021

### Válogatottal

#### Korosztályos
- Ifjúsági Európa-bajnokság
  - 7. hely: 2015
- Ifjúsági világbajnokság
  - Bronzérmes: 2016
- Junior Európa-bajnokság
  - 7. hely: 2018
- Junior világbajnokság
  - 9. hely: 2019

#### Felnőtt
- Európa-bajnokság
  - 4. hely: 2024
- Világbajnokság
  - 7. hely: 2024
- Olimpia
  - 4. hely: 2024